# Sognsvann (meer)
Sognsvann (of Sognsvannet) is een meer met een omtrek van 3,3 kilometer ten noorden van Oslo, Noorwegen.
Het meer, ligt binnen de groene gordel rond Oslo gelegen, is een populair recreatiegebied. In de zomer wordt het meer gebruikt als kampeer- en picknicklocatie voor de inwoners van Oslo, terwijl je er in de winter kun langlaufen, schaatsen en ijsvissen. Het pad rondom Songsvann wordt het hele jaar door gebruikt om te wandelen of joggen. In augustus van ieder jaar wordt er gezwommen in het Sognsvann en wordt er rondom het meer hardgelopen als onderdeel van de Oslo-triatlon.

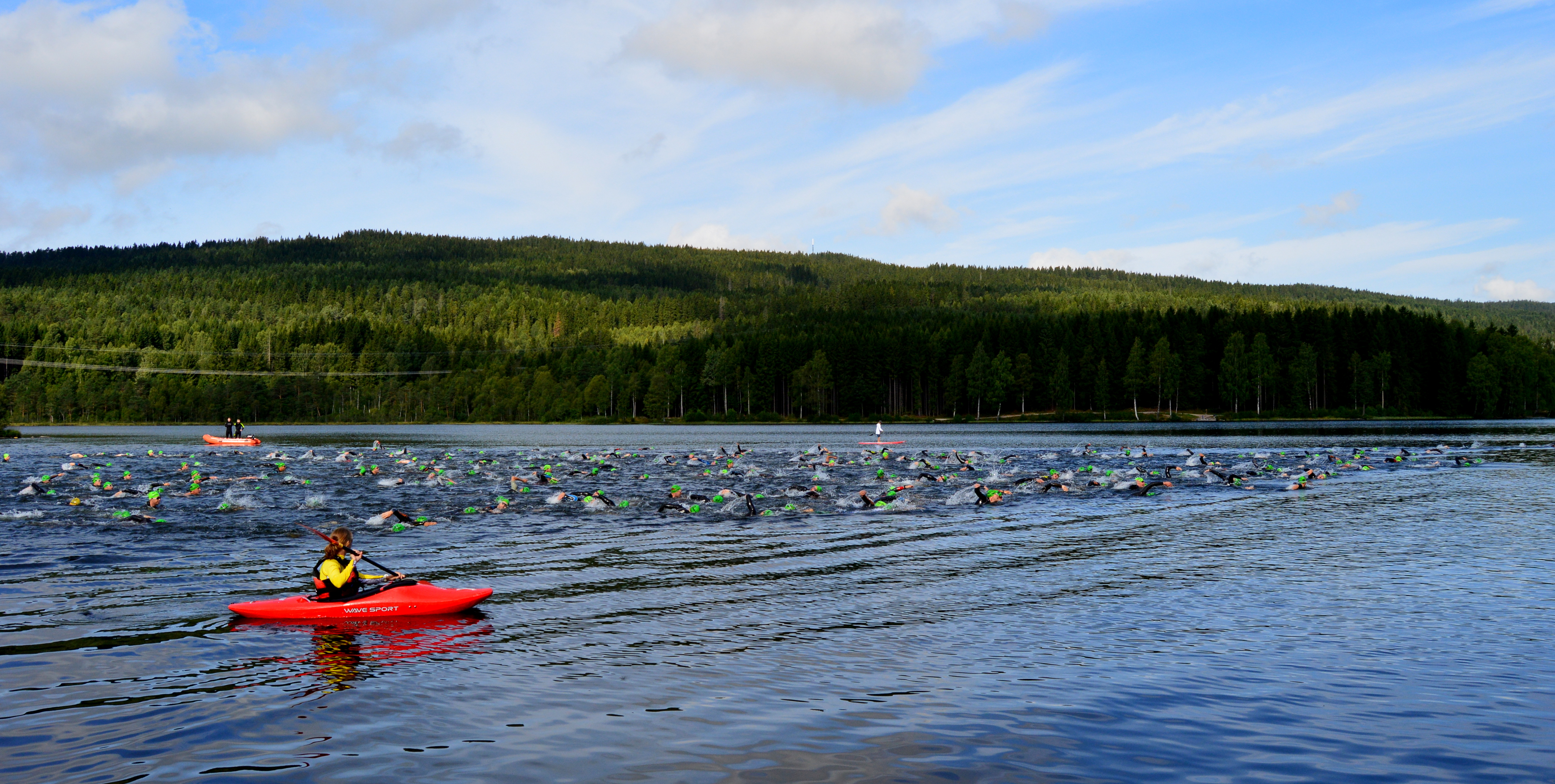
In augustus van ieder jaar wordt er gezwommen in het Sognsvann en wordt er rondom het meer hardgelopen als onderdeel van de Oslo-triatlon.

Op het pad direct rond het meer is fietsen verboden, maar in een bredere cirkel rond het meer licht wel een fietspad. Het meer is goed bereikbaar voor mindervaliden.
De populariteit van het meer is gedeeltelijk te verklaren vanwege de goede verbinding met het centrum van Oslo. Station Sognsvann, gelegen aan de zuidkant van het meer, is de laatste halte op lijn 5 van de metro van Oslo.
Een paar honder meter ten oosten van Sognsvann ligt Svartkulp ("De zwarte poel"). Aan dit meertje ligt een van de drie nudistenstranden die Oslo rijk is.
Nedre Blanksjø ("Het lager gelegen blanke meer") is een nog kleiner meer een paar honderd meter ten noorden van Svartkulp. Ten oosten van Nedre Blanksjø is een kleine piramide geplaatst die het geografische middelpunt van de gemeente Oslo markeert.